# Тодорович, Бошко
Бошко Тодорович (1905, Белград, Королевство Сербия — 20 февраля 1942, Кифино-Село, Герцеговина, Независимое государство Хорватия) — член Генштаба сухопутных войск Королевства Югославия, начальник штаба Командования Восточной Боснии и Герцеговины четников во Второй Мировой войне. Создал план по отделению восточной Герцеговины от Независимого государства Хорватия, который был идентичен с планом Ездимира Дангича по отделению восточной Боснии от НГХ. Он был одним из немногих четников, выступавшим за совместные четницко-партизанские действия против неприятелей. Казнён партизанами в феврале 1942 года.

## Биография
В августе 1941 года силы Тодоровича по приказу Михайловича отправлены в Боснию, чтобы помочь югославским повстанцам в Восточной Боснии против немцев и хорватов. Тодорович вместе с Дангичем командовал операциями повстанцев. Майор Тодорович прибывает в Герцеговину в начале января 1942 года. Его целью было объединение четников и партизан против хорватских усташей и их союзников. Под командованием Тодоровича четники и партизаны 4-6 января 1942 года захватили несколько боснийских деревень, из которых были набраны усташи, и откуда совершались нападения на югославские деревни. Майор Тодорович в то время начал осуществлять свой план по созданию большой свободной территории в Герцеговине, откуда планировалось вытеснить хорватов и итальянцев, как дипломатическим путём, так и с использованием военной силы. Чтобы спасти югославское население, по плану Тодоровича нужно было уничтожить опорные пункты усташей в Бораче, Фазлагича Куле и Бьелимиче. После этого Тодорович хотел взять под свой контроль часть Адриатического побережья, чтобы улучшить связь с Югославскими войсками за рубежом и союзниками. Кроме военных, в плане были указаны и дипломатические меры, такие как разделение хорватов и итальянцев, получение территориальной автономии в Восточной Герцеговине.
Четники и партизаны совместно начали штурм Борча 8 января. Тем не менее, из-за плохой координации между четниками и партизанами, нападение окончилось неудачно. 13 января были взяты боснийские и хорватские села в Нижнем Борче, чье население было лояльно НГХ. Усташи и боснийцы провели контратаку 15-18 января. Тодорович лично командовал правым флангом обороны, его войска понесли серьёзные потери из-за партизан, вышедших из боя на левом фланге.
19 января партизаны взяли Тодоровича в плен. Произошёл раскол между четниками и партизанами.
Четники священника Радоицы Перишича получили сведения о лидерах партизан, взявших в плен Тодоровича. Они освободили Тодоровича и захватили партизанских командиров. Майор Тодорович затем приказывает Перишичу отпустить партизан. Когда партизанский командир Иосип Броз узнал, что четники смогли освободить майора Тодоровича, он раскритиковал свой Оперативный штаб Герцеговины и выразил сожаление, что Тодоровича сразу не расстреляли.
Тодорович всеми средствами желал реализовать свой план по защите гражданского населения Герцеговины от НГХ. Он продолжил группировать силы для атаки Фазлагича Кулы и планировал наступление на Столац, с захватом которого Восточная Герцеговина была бы освобождена от усташей. Тодорович в то время не хотел конфронтации с итальянцами, однако дипломатическим путём стремился разжечь итало-хорватский конфликт. С итальянскими гарнизонами в Герцеговине он заключил соглашения, имевшие в тот момент жизненно важное значение для югославов. Он хотел использовать итальянцев для полного выдавливания хорватских властей из Восточной Герцеговины, и отдать четникам Гацко, Невесине, Автовац, Улог и Калиновик. Усташи из-за этого оказались в положении тяжелого кризиса, их спасли только атаки партизан против итальянцев и начало вооруженного конфликта с четниками.
Партизанские действия против четников начались по приказу Иосипа Броза штабу партизанского движения в Герцеговине, в котором говорится:
«Четницкие банды - наш большой враг, и сейчас их ликвидации необходимо уделять большое внимание».
В ночь с 19 по 20 февраля партизаны узнали, в каком селе и каком доме спал Тодорович, и арестовали его. Были найдены компрометирующие документы, указывающие на его связи с итальянцами, после чего Тодорович был казнен.